# Glenn Langan
Glenn Langan, född 8 juli 1917 i Denver, Colorado, död 26 januari 1991 i Camarillo, Kalifornien, var en amerikansk skådespelare. Under 1940-talet var han kontrakterad hos bolaget Twentieth Century Fox och hade större roller i några av deras storfilmer.

## Filmografi i urval
- 1945 – Mörkrets ängel
- 1946 – Fåfäng var min dröm
- 1946 – Margie
- 1946 – Kärlekens serenad
- 1947 – Alltid Amber
- 1948 – Ormgropen
- 1949 – Monte Christos arv